# 1492

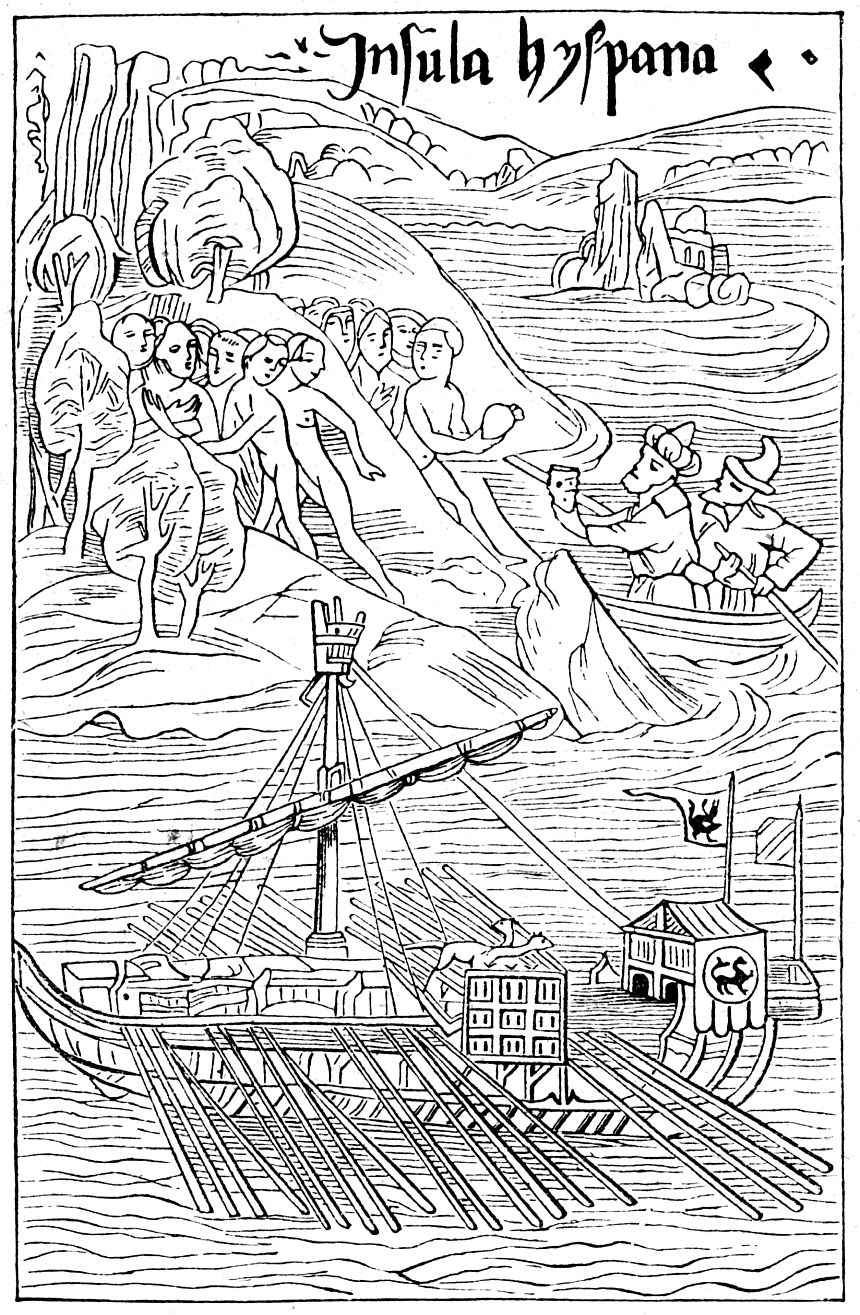
Christopher Columbus landt op Guanahaní

Het jaar 1492 is het 92e jaar in de 15e eeuw volgens de christelijke jaartelling.

## Gebeurtenissen
januari
- 2 - Mohammed Abu Abdallah, de laatste emir van Granada geeft zijn stad over aan de legers van Ferdinand van Aragon en Isabella van Castilië na een lang beleg. Einde van het koninkrijk Granada, de laatste islamitische staat op het Iberisch Schiereiland en van de Reconquista.

maart
- 31 - Verdrijvingsedict: Alle Joden in Castilië en Aragon dienen hetzij zich te bekeren tot het christendom hetzij de landen te verlaten.

mei
- 15 - Er komt een einde aan de Opstand van het kaas- en broodvolk, als enkele honderden boeren op het kerkhof van Heemskerk door troepen van stadhouder Albrecht van Saksen worden afgeslacht. De steden Hoorn, Alkmaar en Haarlem, die de opstandelingen hebben gesteund, worden zwaar gestraft.

juni
- 16 - De Gentse volksleider Jan van Coppenolle wordt onthoofd.
- 25 - Helmichbrand: Oldenzaal wordt vrijwel volledig door brand verwoest.
- 26 - Antoine de Ville, een Frans officier, beklimt in opdracht van Karel VIII de Mont Aiguille, een berg in Frankrijk. Dit wordt algemeen beschouwd als de geboortedatum van het alpinisme.

juli
- 9 - Het bisdom Valencia wordt verheven tot metropolitaan aartsbisdom.
- 29 - Vrede van Cadzand: De stad Gent geeft in een verdrag met Albrecht van Saksen, veldheer van Maximiliaan van Oostenrijk, een aantal van haar privileges op.

augustus
- 3 - Columbus vertrekt vanuit Palos om Indië via een westelijke route te bereiken.
- 6 tot 11 - Conclaaf van 1492: De kardinalen komen samen om een opvolger te kiezen voor paus Innocentius VIII. Rodrigo Borgia wordt gekozen, voornamelijk door het aanbieden van een grote hoeveelheid steekpenningen.
- augustus - Antonio de Nebrija geeft een grammatica van het Castiliaans uit, de eerste spraakkunst in een volkstaal.

oktober
- 10 - Slag bij Barrahuis: De Leeuwarders, gesteund door Groningen, verslaan hoofdman Bocka Harinxma.
- 12 - Met de capitulatie van Filips van Kleef in Sluis komt een einde aan de Vlaamse Opstand tegen Maximiliaan.
- 12 - Columbus landt op Guanahaní, een (niet met zekerheid geïdentificeerd) eiland in de Bahama's.
- 28 - Columbus ontdekt Cuba.

november
- 3 - Vrede van Étaples: Karel VIII van Frankrijk beëindigt zijn steun aan de Yorkistische troonpretendent Perkin Warbeck. Hendrik VII van Engeland erkent Karels claim als hertog van Bretagne.
- 7 - De Ensisheim-meteoriet valt neer in de Elzas.
- 15 - Columbus vermeldt in zijn scheepsjournaal als eerste Europeaan het roken van tabak.

december
- 6 - Columbus komt aan op het eiland Hispaniola, in het gebied waar tegenwoordig de stad Port-de-Paix ligt.
- 24 - Columbus' vlaggenschip, de Santa María, lijdt schipbreuk op Hispaniola. Hij sticht La Navidad, de eerste Europese nederzetting in Amerika sinds de Vikingen.

zonder datum
- Karel van Gelre wordt na vijf jaar vrijgekocht uit gevangenschap en gehuldigd als Hertog van Gelre.
- Martin Behaim maakt de Erdapfel, de oudste bewaard gebleven globe.
- Stadsbrand van Middelburg: Grote delen van de stad Middelburg gaan in vlammen op.
- Stichting van het klooster van de Grauwzusters in Lo.

## Beeldende kunst

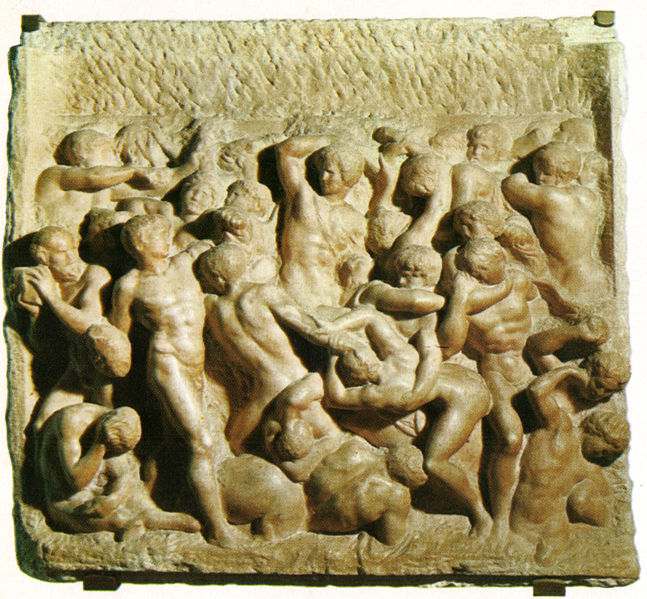
Michelangelo: Strijd van de centauren
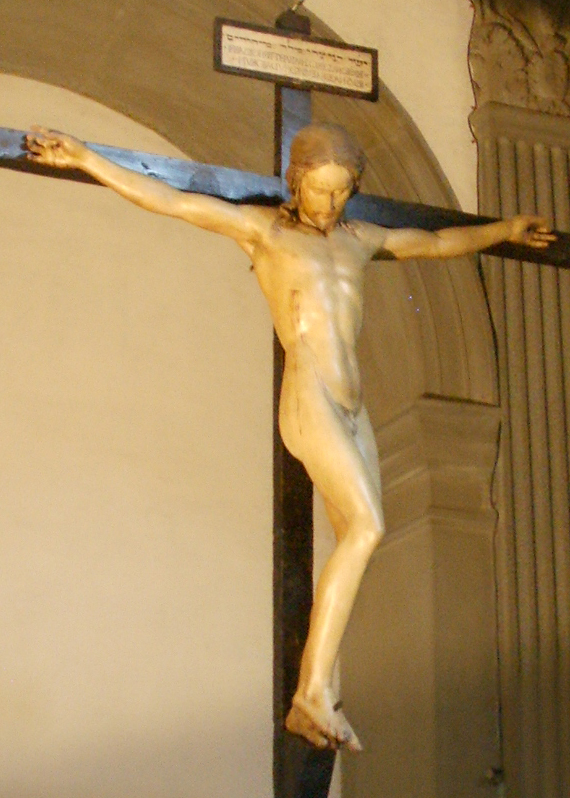
Michelangelo: Crucifix
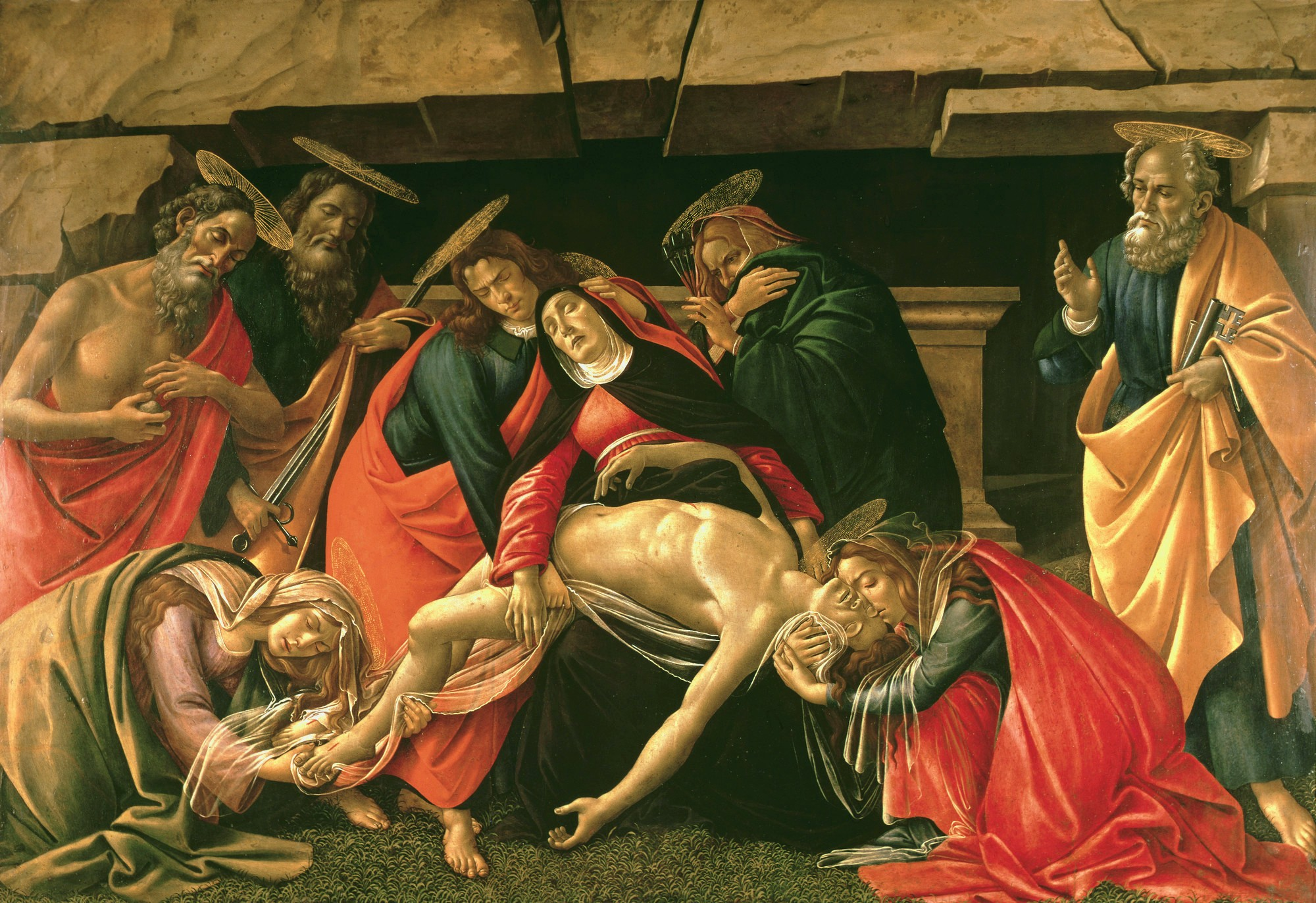
Sandro Botticelli: Bewening van de dode Christus
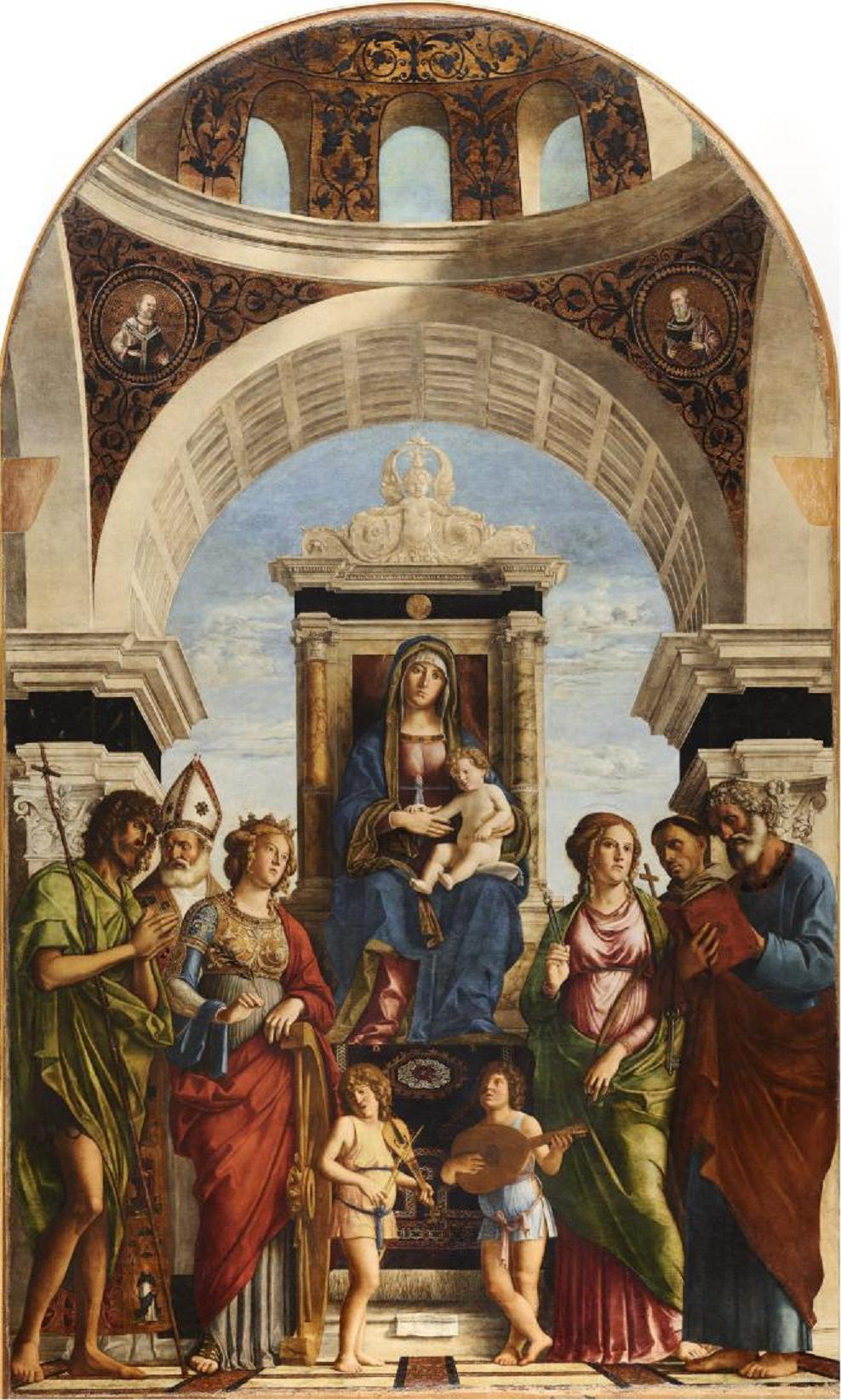
Giovanni Battista Cima: Madonna getroond met engelen en heiligen
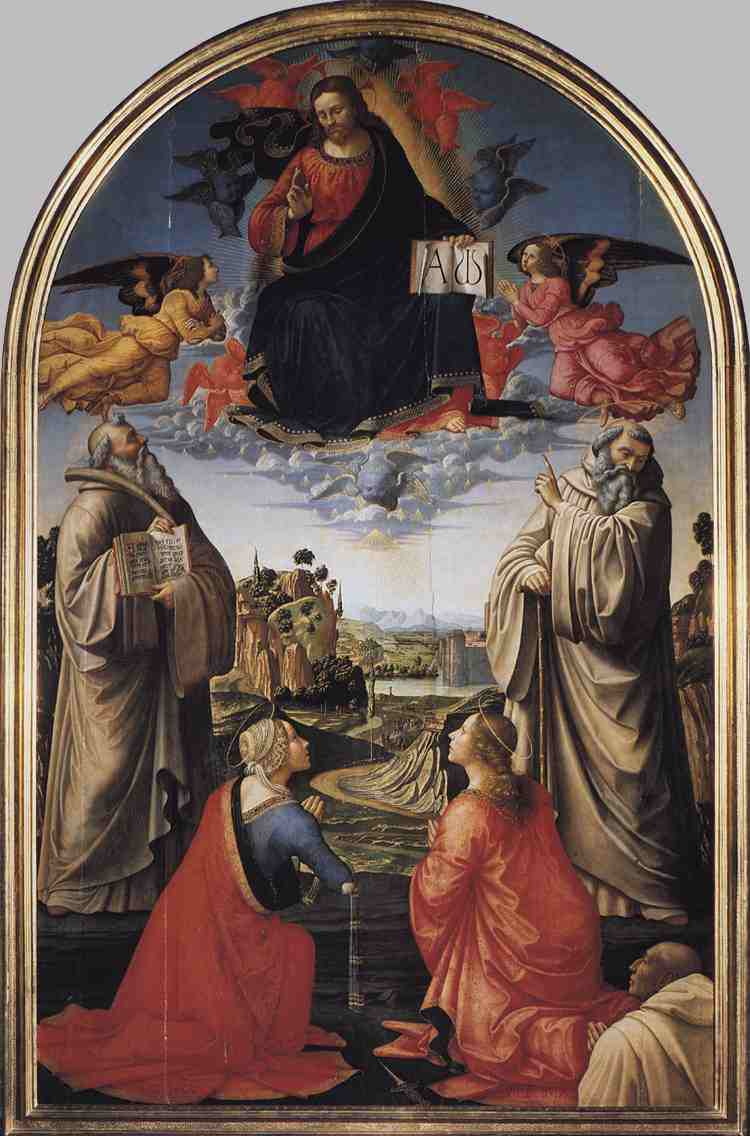
Domenico Ghirlandaio: Christus in de hemel met vier heiligen
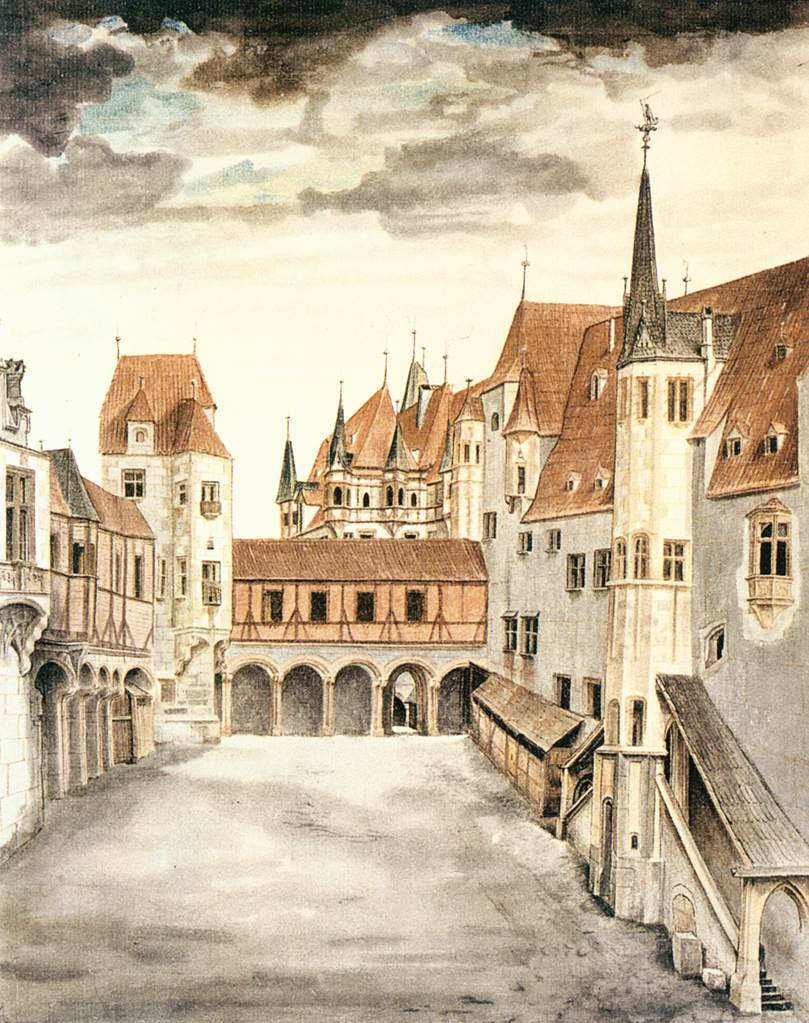
Albrecht Dürer: Kasteel van Innsbrück
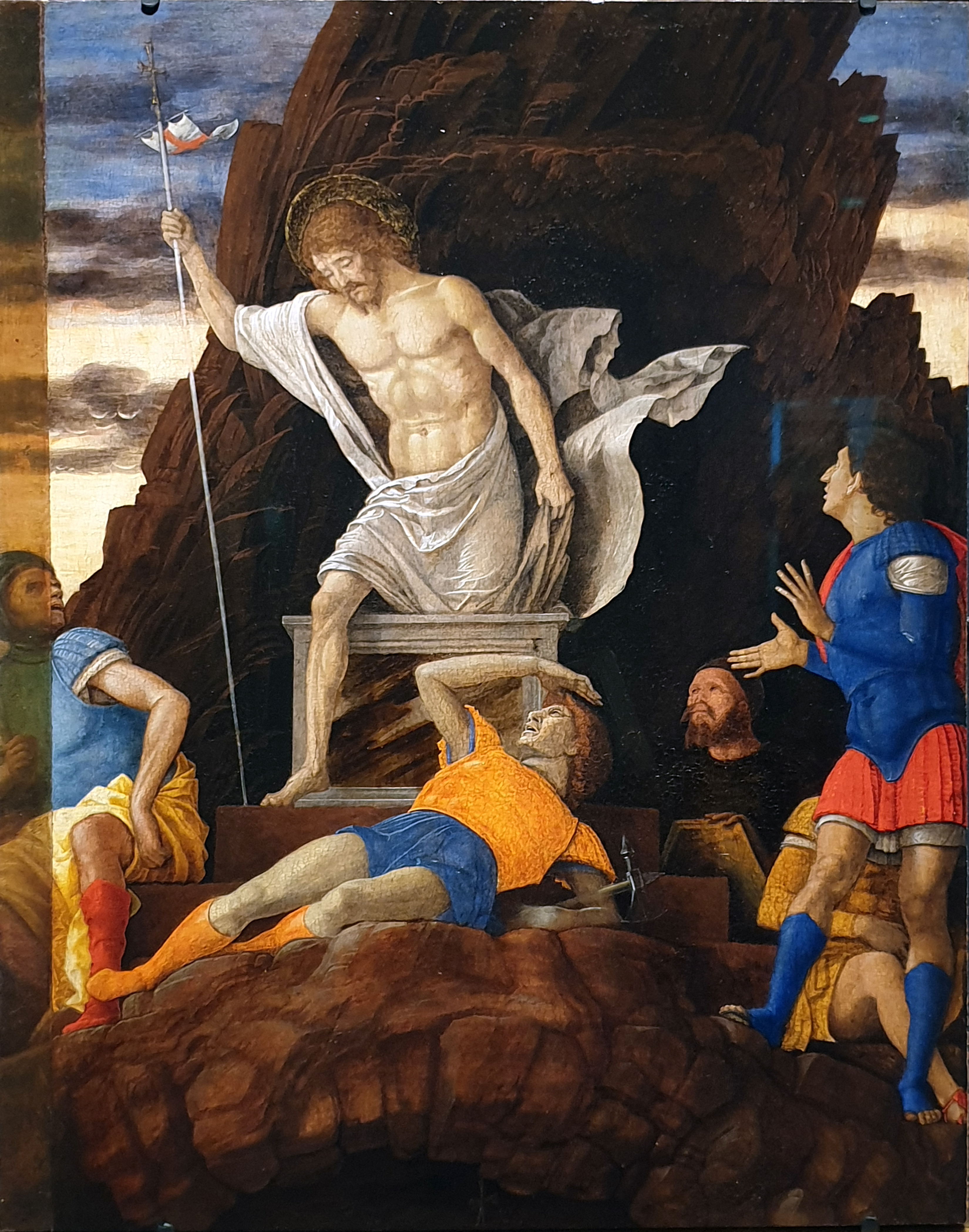
Andrea Mantegna: De opstanding van Christus

## Opvolging
- Alençon en Perche - René opgevolgd door zijn zoon Karel IV
- Florence - Lorenzo I de' Medici opgevolgd door zijn zoon Piero II de' Medici
- Gelre - regentes Catharina van Egmont opgevolgd door haar neef Karel van Gelre
- Litouwen - Casimir IV van Polen opgevolgd door zijn zoon Alexander
- Maronitisch patriarch - Jozef II van Hadath opgevolgd door Simeon III van Hadath
- Nassau-Weilburg - Filips II opgevolgd door zijn kleinzoon Lodewijk I
- Oels - Koenraad X de Witte opgevolgd door Hendrik van Podiebrad
- Oost-Friesland - Onno I opgevolgd door zijn broer Edzard I
- paus (11 augustus) - Innocentius VIII opgevolgd door Rodrigo Borgia als Alexander VI
- Polen - Casimir IV opgevolgd door zijn zoon Jan I Albrecht
- Songhai - Sonni Ali Ber opgevolgd door Sunni Baru

## Afbeeldingen

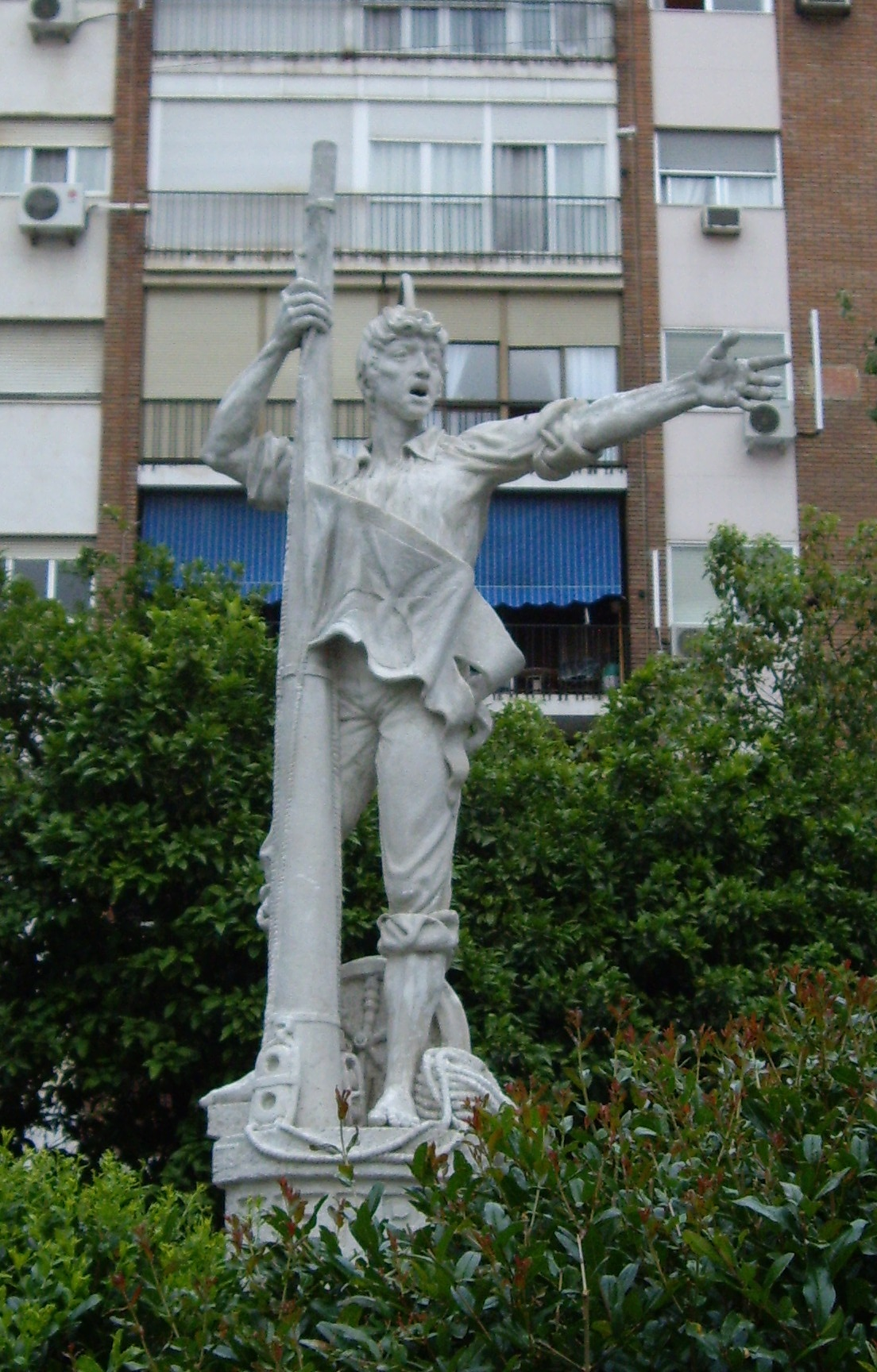
Rodrigo de Triana ziet land op Columbus' expeditie
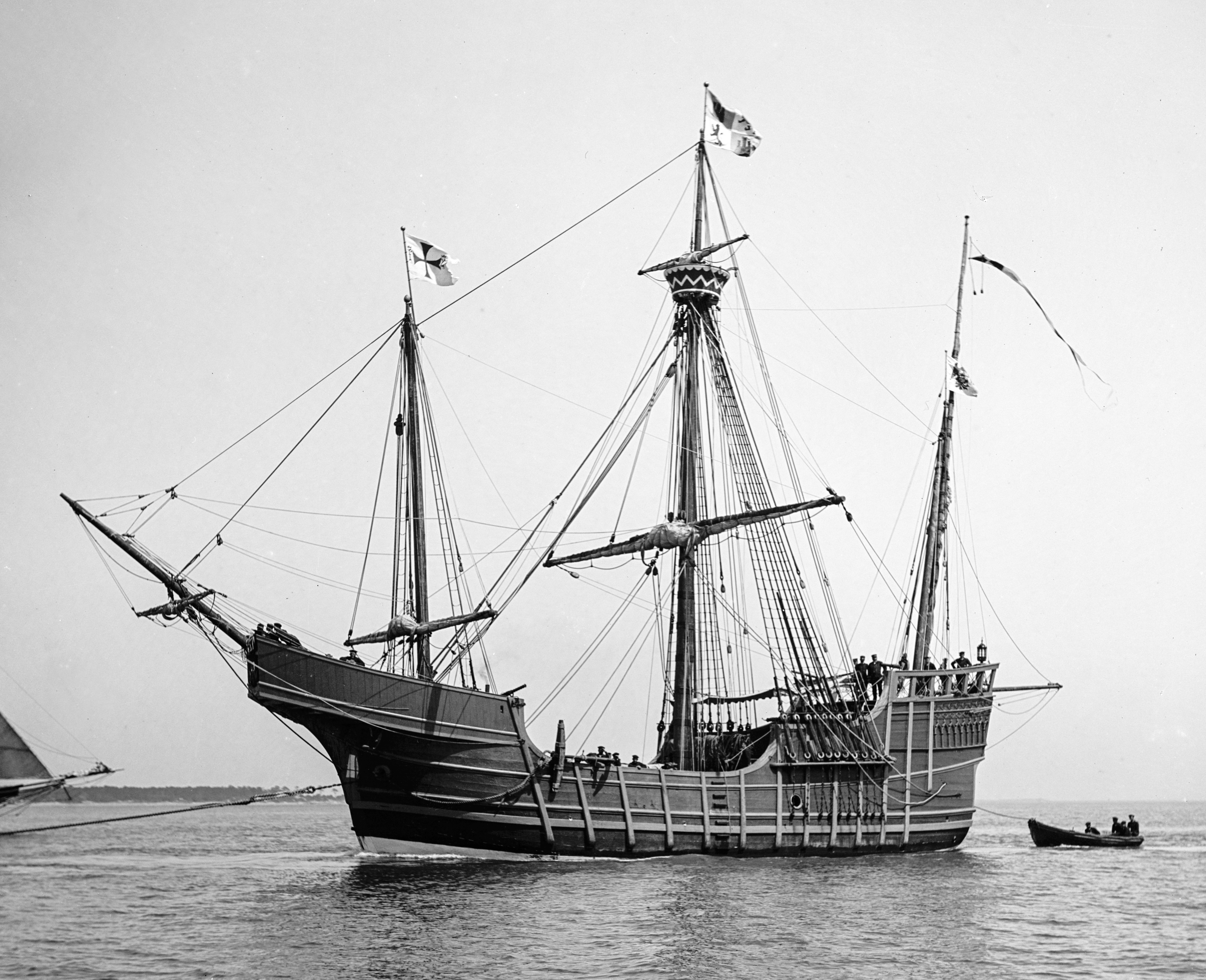
Santa María (replica)
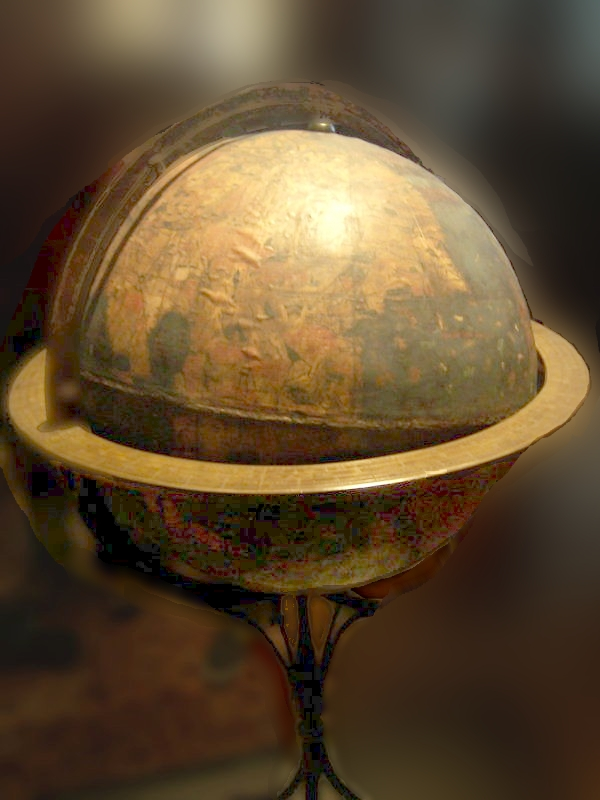
De Erdapfel van Martin Behaim
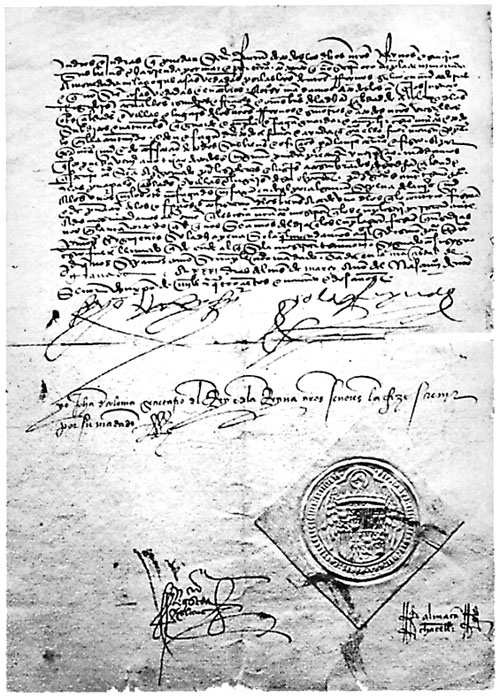
Verdrijvingsedict
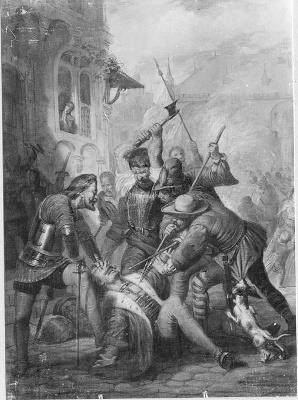
Opstand van het kaas- en broodvolk in Haarlem
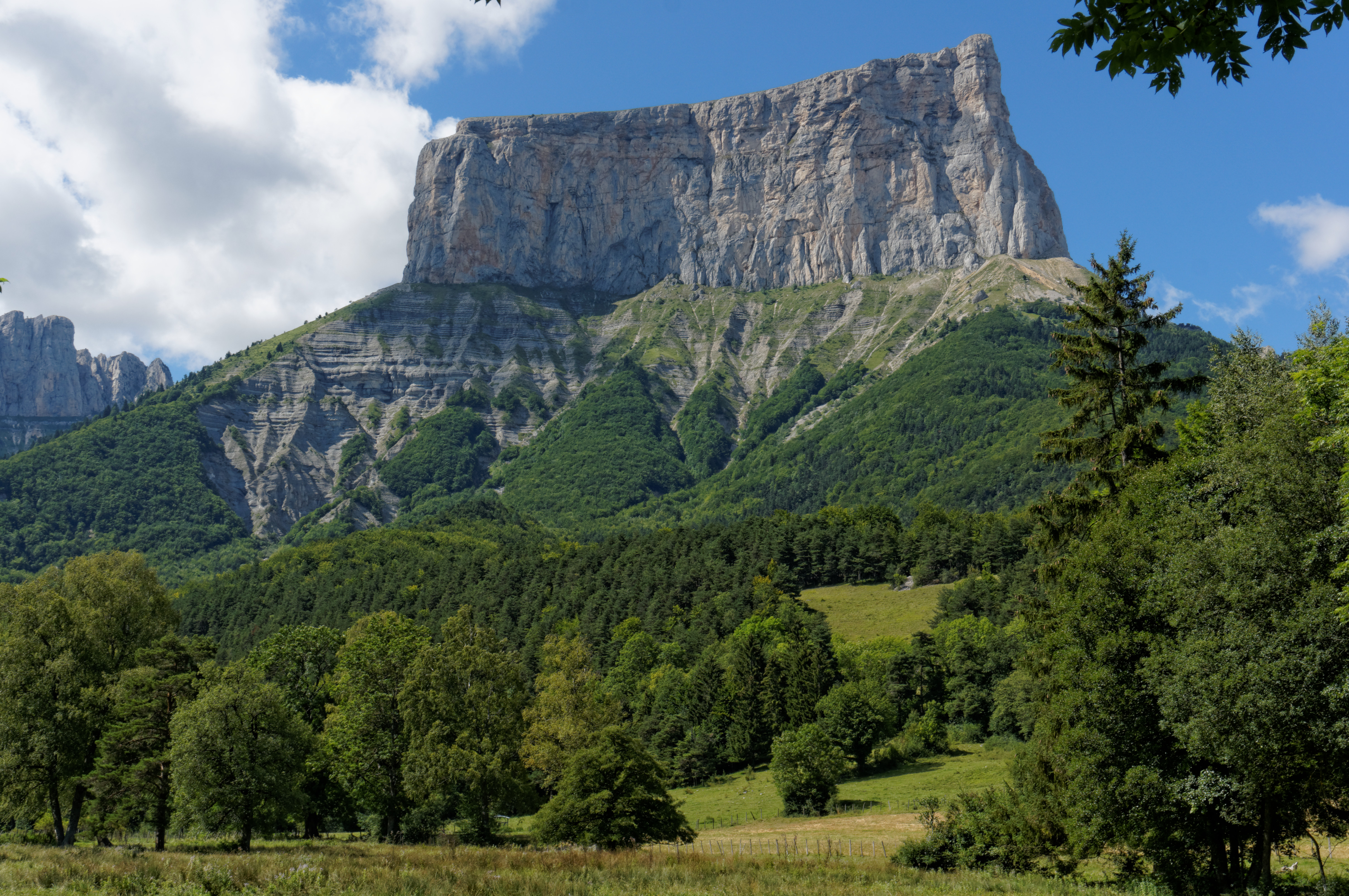
Mont Aiguille
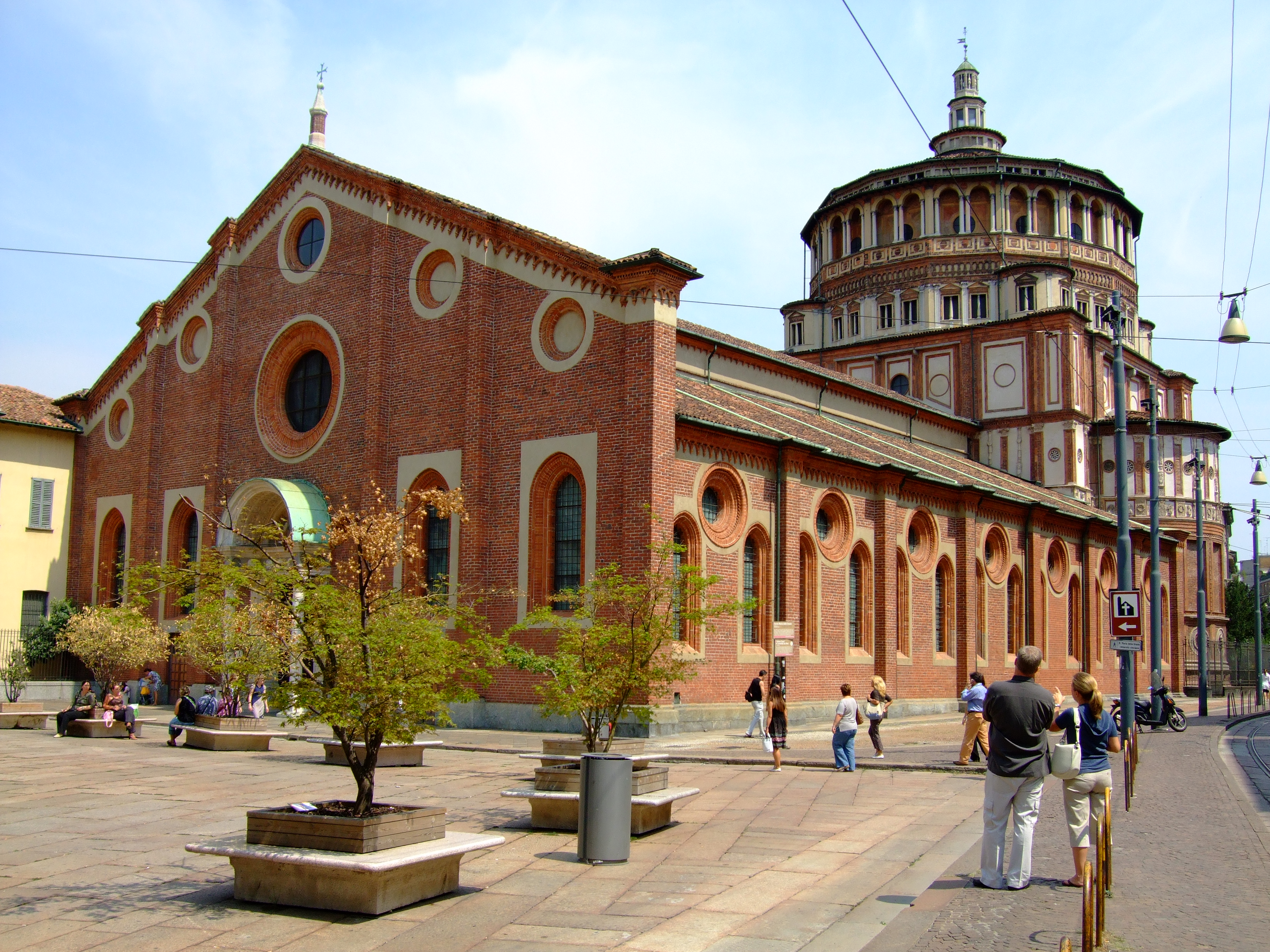
Milaan, Santa Maria delle Grazie, gebouwd 1492
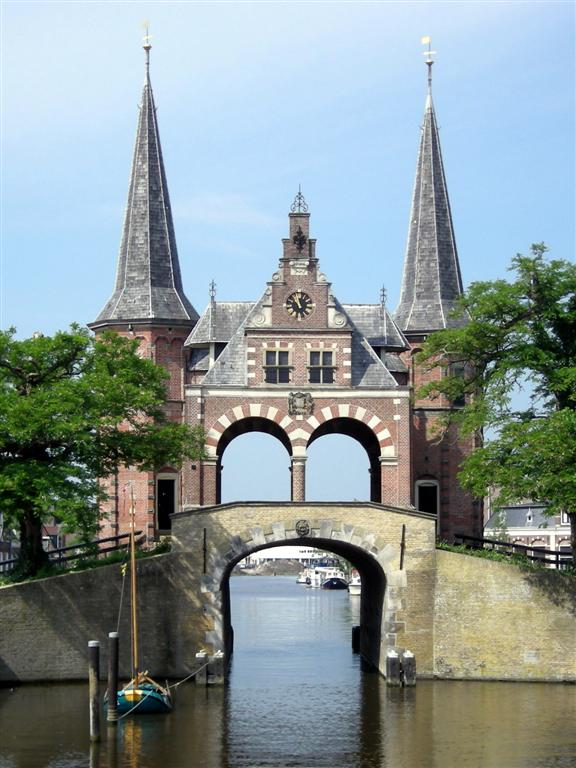
Waterpoort, Sneek, gebouwd ca. 1492
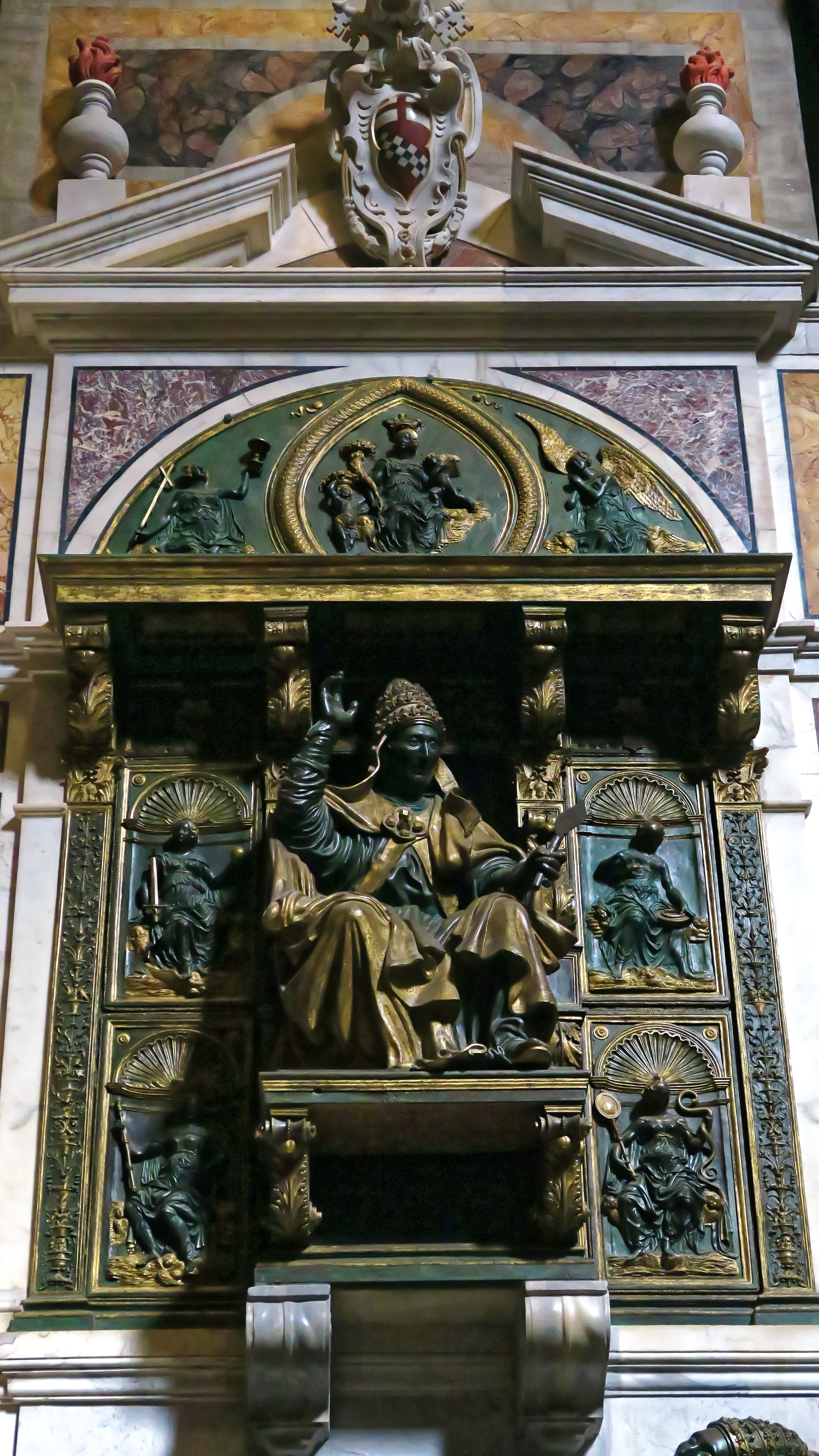
graf van Innocentius VIII
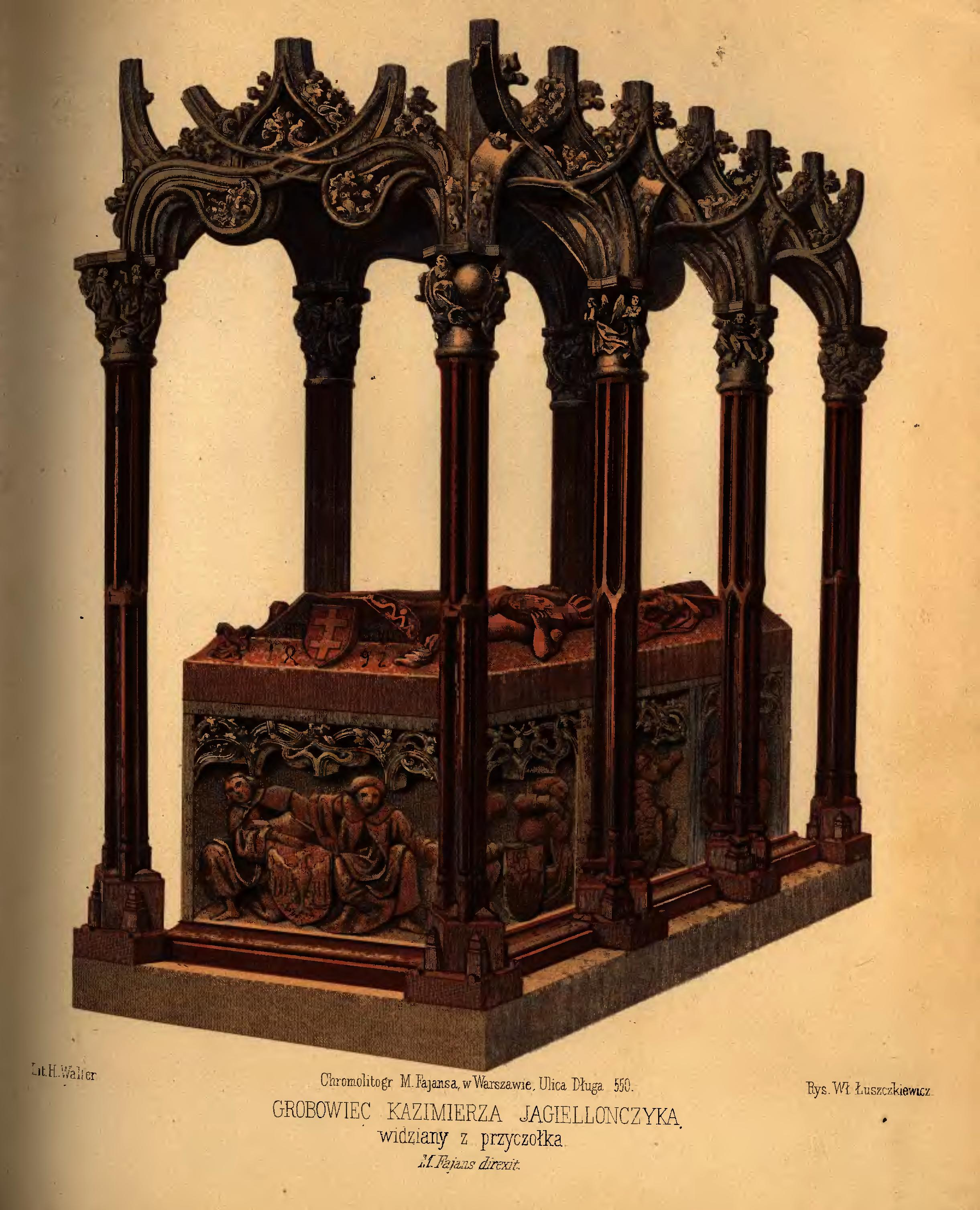
grafmonument van Casimir IV
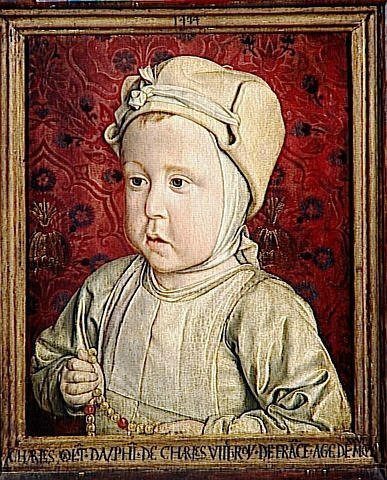
Charles-Orland, dauphin van Frankrijk
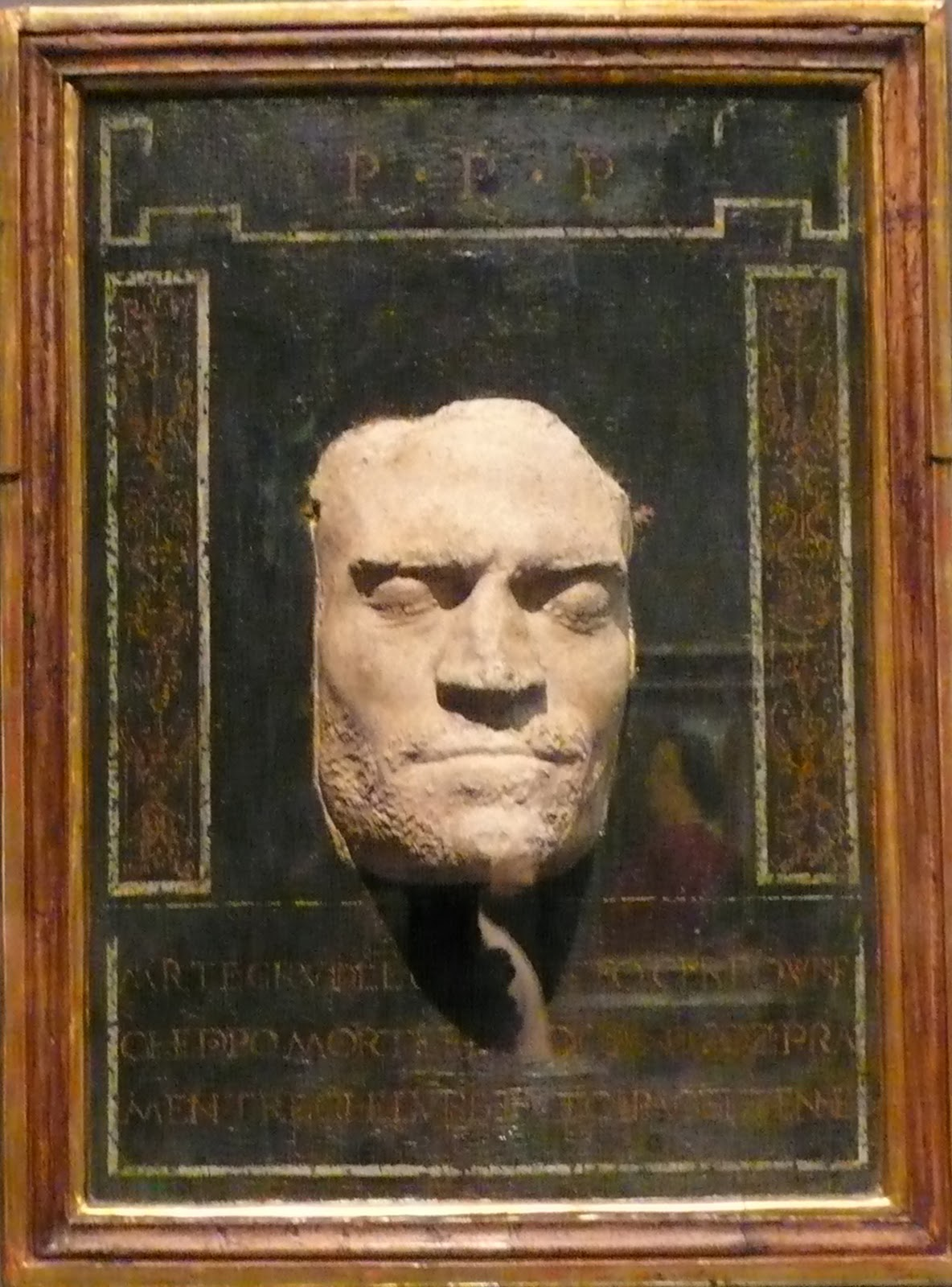
dodenmasker van Lorenzo de' Medici
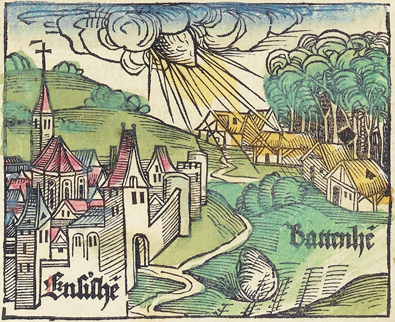
Ensisheim-meteoriet in de Kroniek van Neurenberg

## Geboren
- 4 maart - Francesco de Layolle, Italiaans componist
- 21 maart - Johan II van Palts-Simmern, Duits edelman
- 11 april - Margaretha van Valois, Frans prinses, echtgenote van Hendrik II van Navarra
- 20 april - Pietro Aretino, Italiaans schrijver
- 26 april - Filips I van Nassau-Wiesbaden, Duits edelman
- 2 juli - Elizabeth Tudor, Engels prinses
- 1 augustus - Wolfgang van Anhalt, Duits edelman
- 4 september - Reinoud III van Brederode, Nederlands staatsman
- 12 september - Lorenzo II de' Medici, heer van Florence
- 10 oktober - Charles-Orland, dauphin van Frankrijk
- 30 oktober - Anne van Alençon, Frans edelvrouw
- Herman Lethmaet, Hollands theoloog
- Anna van Pommeren, Duits edelvrouw
- Michelangelo Anselmi, Italiaans schilder (jaartal bij benadering)
- Nicolaus Archius, Italiaans dichter en humanist (jaartal bij benadering)
- Frans van Brunswijk-Wolfenbüttel, Duits prelaat (jaartal bij benadering)

## Overleden
- 14 februari - William Berkeley (~65), Engels edelman
- 19 maart - Filips II van Nassau-Weilburg (74), Duits edelman
- 8 april - Lorenzo de' Medici (43), heer van Florence
- 7 juni - Casimir IV (64), grootvorst van Litouwen (1440-1492) en koning van Polen (1447-1492)
- 8 juni - Elizabeth Woodville (55), echtgenote van Eduard IV van Engeland
- 16 juni - Jan van Coppenolle (~57), Vlaams opstandelingenleider
- 25 juli - Innocentius VIII (~60), paus (1484-1492)
- 30 juli - Jacob Donche, Vlaams politicus
- 14 september - Geldolf van der Noot (77), Brabants jurist
- 18 september - Adolf van Kleef-Ravenstein (67), Bourgondisch staatsman
- 21 september - Koenraad X de Witte, Silezisch edelman
- 12 oktober - Piero della Francesca (~80), Italiaans schilder
- 1 november - René van Alençon (~38), Frans edelman
- 1 november - Beltrán de la Cueva (~49), Castiliaans staatsman
- 6 november - Antoine Busnois (~62), Vlaams componist
- 24 november - Lodewijk van Gruuthuse (~70), Vlaams staatsman
- Hendrik IV van Gemen (~74), Duits edelman
- Jaume Huguet (~80), Aragonees schilder
- Gheraert Leeu, Nederlands drukker
- Manduchai de Wijze, Mongools staatsvrouw
- Gerhard VI van Mansfeld, Duits edelman
- Jan VII van Renesse (~80), Hollands edelman
- Erik van Schaumburg (~72), Duits edelman
- Sonni Ali Ber, keizer van Songhai (1468-1492)
- Blind Harry, Schots dichter (jaartal bij benadering)

## Trivia
- De televisieserie Borgia begint in 1492
- Het computerspel Sid Meier's Colonization en het daarvan afgeleide FreeCol beginnen bij de ontdekking van Amerika in 1492
- Ook het spel American Conquest begint in 1492 bij de ontdekking van Amerika
- Haast Onthoofde Henk uit de Harry Potter-verhalen is (bijna) onthoofd op 31 oktober 1492.